# 強烈熱帶風暴加里 (1992年)
強烈熱帶風暴加里（英語：Severe Tropical Storm Gary，菲律賓大氣地球物理和天文服務管理局：Ditang）是1992年太平洋颱風季中其中一個熱帶氣旋，風暴於7月19日形成，在7月23日消散，維持了約4日。加里在菲律賓以東海面生成，於整個生命期內大致以西北偏西方向移動，在登陸中國大陸之前達到巔峰強度，而且更一度被美國聯合颱風警報中心評為颱風，最終它經過雷州半島進入廣西壯族自治區並消散。
加里導致皇家香港天文台懸掛該年唯一八號烈風或暴風信號，惟風力未達預期，僅離岸海域及高地吹烈風，整體水平比起約一週前只懸掛三號強風信號的熱帶風暴菲爾更差，這場風暴只對香港造成輕微破壞。不過華南地區卻恰恰相反，其帶來的暴雨造成廣東及廣西的嚴重災情，廣東及廣西分別有1人及25人死亡，並分別有50億及10億人民幣的經濟損失。至於菲律賓則有至少36人死亡、77人受傷、6人失蹤，經濟損失4.71億比索。

## 氣象歷史
一個熱帶低氣壓於7月19日0時在馬尼拉以東約980公里處形成，此熱帶低氣壓隨即以西北偏西方向且以時速30公里快速橫過菲律賓海。該熱帶低氣壓於翌日早上在登陸馬尼拉東北偏北約280公里處的呂宋島東岸登陸，時速減慢至23公里，之後在晚間出海。菲律賓大氣地球物理和天文服務管理局基於它進入菲律賓責任區並逼近呂宋島，對其進行監測並給予其菲律賓名稱「Ditang」。
進入南海後，受惠於南海北部的溫暖海水，此熱帶系統持續增強，美國聯合颱風警報中心及皇家香港天文台在7月20日晚間分別將其升格為熱帶風暴，美方命名為加里， 臺灣交通部中央氣象局同樣升為輕度颱風。當時因為青藏高壓突然東進，加上華北大槽的不穩定性，令加里以北的副熱帶高壓脊偏強，受到中低層高壓氣流的導引，加里仍然大致維持西北偏西方向，向廣東省至海南省沿岸進發。加里橫過南海時時速再減慢至20公里，惟強度持續增加，香港天文台於7月22日進一步將其升格為強烈熱帶風暴，而且在登陸雷州半島之前達到巔峰強度，美方同日曾將它評為颱風。然而加里7月23日登陸廣東省湛江市之後受到陸地影響迅速減弱，進入廣西壯族自治區時已減弱成熱帶低氣壓，當日晚間6時在南寧市以西陸地上消失。

## 影響

### 菲律賓
皇家香港天文台指出，加里於7月19日早上在登陸馬尼拉東北偏北約280公里處的呂宋島東岸登陸，並造成至少22人死亡，多人失蹤。菲律賓官方指出，風暴在全國造成36人死亡、77人受傷、六人失蹤，27,902戶共134,417人受災，房屋全倒478間、半倒1,305間，經濟損失4.71億比索。

### 香港
- 當地評定巔峰強度分級：（HKO）
- 當地評定最大持續風速：100每小時（28每秒；54節）（十分鐘）
- 當地懸掛之最高熱帶氣旋警告信號： 八號東北烈風或暴風信號 /  八號東南烈風或暴風信號
- 最接近當地時間：1992年7月22日上午7時
- 最接近當地位置：天文台總部以南約290公里

皇家香港天文台在7月20日晚上10時半懸掛一號戒備信號，隨著加里增強及靠近香港，天文台在翌日下午3時45分改掛三號強風信號。7月22日，在加里影響下風力逐漸增強，所以在早上5時45分改掛八號東北烈風或暴風信號，表示預測香港12小時內會吹烈風，隨著它移向香港西南及風向轉變，而在上午11時正改掛八號東南烈風或暴風信號。隨著加里移向雷州半島及遠離香港，境內風力逐漸減弱，天文台在下午4時15分改掛三號信號，並於下午6時50分除下所有信號。
這場風暴共有18人因高處墮下物件擊中而受傷，市區方面有招牌和棚架被吹倒的報告，石硤尾及元朗有樹木倒塌，兩艘越南貨船在昂船洲擱淺但只有輕微損失；因颱風逼近，往來中國大陸及澳門的渡輪要被取消或延誤，地鐵、九廣鐵路、輕鐵維持有限度服務。相比起上一個襲港並一度掛起三號信號，並導致兩人死亡及24人受傷之熱帶風暴菲爾，加里對香港的影響一般，市區普遍吹強風，離岸海域及高地吹烈風，九龍天星碼頭錄得最高每小時平均風速為49公里，而大老山及橫瀾島分別錄得最高每小時平均風速75及79公里每小時之烈風，但由於長洲測風站約在上午6時半開始進入維修狀態，風速數據不完整，未能反映加里對香港西南部海域的實際影響。

### 葡屬澳門
- 當地懸掛之最高熱帶氣旋信號：  八號東北風球 /   八號東南風球

(1)最接近澳門氣象台時間及距離
日期:1992年7月22日
距離:西南220公里
(2)澳門氣象台錄得最低氣壓及最高風速
錄得最低氣壓 : 994hpa
錄得最高平均風速 : 東 49km/h
錄得最高陣風 : 90km/h
氣象台位置 :大炮台

### 中國大陸
- 當地評定巔峰強度分級：（CMA）
- 當地評定最大持續風速：35每秒（68節；130每小時）（二分鐘）
- 當地評定中心最低氣壓：975百帕斯卡（28.79英寸汞柱）

中國大陸廣東省當局指出，該年「第七號颱風」（指加里）已於7月23日早上2時左右於湛江市東海島沿海登陸，中心風力達十級，陣風十二級，並繼續向西北移動至當下午在廣西壯族自治區南部減弱為低壓區。受颱風影響，廣東西部及廣西南部普遍出現六至八級大風，湛江市、茂名市、陽江市更出現八至十級大風。兩廣及海南省普遍降下中至大雨，徐聞縣在一日內降雨268毫米，廉江縣在兩日內降雨近230毫米，湛江市及陽江市區曾出現風暴潮及水浸，水位均超過警戒水平最高半米，而廣西龍州縣更超過警戒水平5.2米。
據皇家香港天文台引述報導統計，加里為兩廣帶來嚴重災情，其中廣東省一死九傷，房屋倒塌兩萬間、受損十萬間，受浸農田14.6萬公頃，另外湛江周圍供電、供水及通訊曾一度中斷，亦有86座橋樑、700艘船和362公里的道路路段受損，經濟損失達50億人民幣；至於廣西壯族自治區25死54傷，房屋倒塌或受損2.3萬間，受浸農田4,000公頃，亦有400座橋樑，680公里的道路路段和304公里的排水管道受損，經濟損失達10億人民幣。中國大陸方面不完全統計，全廣東受災人口298萬人，農作物受災面積22.61萬公頃，房屋倒塌7,390間、受損13.2萬間、茅屋倒塌2.9萬間；全廣西農作物受災面積10.24萬公頃，不少地方早稻及晚稻受損。

### 澳門
| 地球物理暨氣象局 熱帶氣旋信號 | 地球物理暨氣象局 熱帶氣旋信號 | 地球物理暨氣象局 熱帶氣旋信號 |
| ----------------------------- | ----------------------------- | ----------------------------- |
| 上一熱帶氣旋                  | 一號風球                      | 下一熱帶氣旋                  |
| 強烈熱帶風暴菲爾              | 一號風球                      | 熱帶風暴馬克                  |
| 強烈熱帶風暴菲爾              | 三號風球                      | 颱風高蓮                      |
| 強烈熱帶風暴菲爾              | 八號東北風球                  | 颱風高蓮                      |
| 颱風法雷德                    | 八號東南風球                  | 颱風高蓮                      |
| 強烈熱帶風暴菲爾              | 八號風球                      | 颱風高蓮                      |

## 註腳
1. ↑  本文所有金額按當年幣值計算。
2. ↑  包括日本氣象廳在內的全世界大部分區域專責氣象中心採用十分鐘持續風速衡量熱帶氣旋強度，但美國的聯合颱風警報中心採用一分鐘持續風速，兩個數值的換算比約為1比1.14。[5]

## 外部連結
- 1992年熱帶氣旋年刊 （页面存档备份，存于），皇家香港天文台
- 民國八十一年北太平洋西部颱風概述 （页面存档备份，存于），交通部中央氣象局
- 1992年熱帶氣旋最佳路徑 （页面存档备份，存于），中國氣象局